# Tesfaye Tola
Tesfaye Tola (19 ottobre 1974) è un ex maratoneta etiope, vincitore di una medaglia di bronzo ai Giochi olimpici di Sydney 2000.

## Record personali
- Mezza maratona: 59'51" ( Malmö, 12 giugno 2000)
- Maratona: 2h06'57" ( Amsterdam, 17 ottobre 1999)

## Palmarès
| Anno | Manifestazione           | Sede      | Evento        | Risultato | Prestazione | Note                          |
| ---- | ------------------------ | --------- | ------------- | --------- | ----------- | ----------------------------- |
| 1997 | Mondiali mezza maratona  | Košice    | Squadre       | Bronzo    | 3h03'46"    |                               |
| 1997 | Mondiali mezza maratona  | Košice    | Individuale   | 18º       | 1h01'37"    |                               |
| 1998 | Mondiali corsa campestre | Marrakech | Squadre lungo | Argento   | 57 p.       |                               |
| 1998 | Mondiali corsa campestre | Marrakech | Individuale   | 20º       | -           |                               |
| 1999 | Mondiali mezza maratona  | Palermo   | Squadre       | Argento   | 3h06'03"    |                               |
| 1999 | Mondiali mezza maratona  | Palermo   | Individuale   | 8º        | 1h01'56"    |                               |
| 1999 | Mondiali corsa campestre | Belfast   | Squadre lungo | Argento   | 57 p.       |                               |
| 1999 | Mondiali corsa campestre | Belfast   | Individuale   | 20º       | -           |                               |
| 2000 | Giochi olimpici          | Sydney    | Maratona      | Bronzo    | 2h11'10"    |                               |
| 2000 | Mondiali corsa campestre | Vilamoura | Squadre lungo | Argento   | 68 p.       |                               |
| 2000 | Mondiali corsa campestre | Vilamoura | Individuale   | 23º       | -           |                               |
| 2001 | Mondiali                 | Edmonton  | Maratona      | 4º        | 2h13'58"    |                               |
| 2001 | Mondiali mezza maratona  | Bristol   | Squadre       | Oro       | 3h00'31"    |                               |
| 2001 | Mondiali mezza maratona  | Bristol   | Individuale   | 5º        | 1h00'24"    | Miglior prestazione personale |
| 2003 | Mondiali mezza maratona  | Vilamoura | Squadre       | Bronzo    | 3h07'34"    |                               |
| 2003 | Mondiali mezza maratona  | Vilamoura | Individuale   | 9º        | 1h01'35"    |                               |
| 2007 | Mondiali                 | Osaka     | Maratona      | DNF       | DNF         |                               |

## Altre competizioni internazionali
1998
- Oro alla Montferland Run ( 's-Heerenberg) - 44'05"

1999
- 4º alla Maratona di Amsterdam ( Amsterdam) - 2h06'57"
- Argento alla Tilburg Ten Miles ( Tilburg) - 46'41"
- Argento alla Corrida Internacional de São Silvestre ( San Paolo) - 44'40"
- Oro al Jan Meda International Cross Country ( Addis Abeba) - 36'20"

2000
- 15º alla Maratona di Rotterdam ( Rotterdam) - 2h11'42"
- Oro alla Malmö Half Marathon ( Malmö) - 59'51"
- Bronzo alla Egmond aan Zee Half Marathon ( Egmond aan Zee) - 1h02'50"
- Argento alla Corrida Internacional de São Silvestre ( San Paolo) - 43'58"

2001
- 5º alla Maratona di Tokyo ( Tokyo) - 2h12'05"

2002
- 6º alla Maratona di Seul ( Seul) - 2h09'56"

2004
- 5º alla Maratona di Londra ( Londra) - 2h09'07"
- 10º alla Mezza maratona di Lisbona ( Lisbona) - 1h00'52"

2005
- Bronzo alla Maratona di Amsterdam ( Amsterdam) - 2h09'17"

2006
- 7º alla Maratona di Eindhoven ( Eindhoven) - 2h13'12"
- 10º alla Tilburg Ten Miles ( Tilburg) - 49'52"

2007
- 6º alla Maratona di Roma ( Roma) - 2h10'45"
- 9º alla Maratona di Amburgo ( Amburgo) - 2h11'37"

2008
- 23º alla Maratona di Parigi ( Parigi) - 2h15'51"
- 5º alla Dubai Standard Chartered Marathon ( Dubai) - 2h09'38"
- Argento alla Maratona di Porto ( Porto) - 2h12'14"

2009
- 9º alla Maratona di Amsterdam ( Amsterdam) - 2h10'22"
- Bronzo alla San Diego Rock 'n' Roll Marathon ( San Diego) - 2h13'02"
- 8º alla Dubai Standard Chartered Marathon ( Dubai) - 2h12'56"

2010
- 12º alla Dubai Standard Chartered Marathon ( Dubai) - 2h16'59"
- 10º alla Reims Marathon ( Reims) - 2h17'25"

2011
- 19º alla Mumbai Standard Chartered Marathon ( Mumbai) - 2h20'55"

2012
- 20º alla Maratona di Roma ( Roma) - 2h23'01"
- 8º alla Hangzhou Marathon ( Hangzhou) - 2h13'21"

2013
- 10º alla Beijing International Marathon ( Pechino) - 2h13'20"